# 马洪刚
马洪刚（1977年—），辽宁盘锦人，中国反赌先锋，赌术高手。2010、2011年先后获得凤凰卫视鲁豫有约节目、中央电视台面对面节目等访问。马洪刚先后曾于中国内地以及缅甸赌场行走，因目睹很多亲朋好友因为赌博而倾家荡产、妻离子散后，决心戒赌，并后于沈阳开办反赌俱乐部，至今已先后帮3000多人戒赌。

## 生平

### 出身
马洪刚12岁参赌，13岁出千，有着15年的老千生涯。小时因对千术的痴迷，自己苦心钻研，加上高人点拨，练就了一手娴熟的千术。不到20岁就已经穿梭于大大小小的赌局赌场。从扑克，麻将，到牌九，色子，无一不精。因马洪刚有着高超的千术，他被同行称为千王。

### 赌博经历

#### 转战天下
马洪刚学会赌术后，曾经转战各大地下赌场，并且闯出一定名堂。2002年于友人介绍下在缅甸一赌场做发牌手，目睹了不少商人因赌博而倾家荡产。
3个月后，马洪刚返回中国内地。2003年3月，马洪刚应邀到陕西省西安市代一名老板玩牌九，于一个小时内替对方赢了78万元，从中抽佣获得15万元。

#### 江湖凶险
马洪刚曾于一次在泰州一地下赌场替一带局者做发牌手，带局者因其关系一连赢了6回，从而被对方发觉，马洪刚企图罢手但不获得带局者的同意，结果被对方识破出千，而将二人洗劫以及暴打。
马洪刚离开赌场，旋即遭到20多人抓获，将其绑票，要其交出20万元赎金赎回自己，最后经朋友协助凑得8万元将他赎了出来。
时马洪刚于被绑时曾下决心离开后要戒赌，但离开后过完春节经历20多天戒赌生涯，却未能成功戒赌。
其后马洪刚于国外回来时，其师父以及另一千术高手朋友先后因出千被识破而一度受到性命威胁。
2005年，马洪刚听说家乡盘锦市有一人会千术赢了很多钱，遂与朋友合伙设局千其财产，两次先后使对方损失8万元，并将家中的一部车给卖掉，换得7万元，第三次依然输掉。
半年后，马洪刚重遇对方，对方因上次赌局而导致妻离子散，落魄得有如一流浪汉，马洪刚心生悔意，通知其设局输回给他数万元帮其复婚，但对方因赌博导致其妻离子散而从此不赌，于是马洪刚与朋友借款使其复婚，并指待其有钱可还时才还。
另一老千朋友亦因赌博险掉性命。其后马洪刚痛下决心从此戒赌。

### 反赌先锋
马洪刚戒赌成功，金盆洗手后，于沈阳市开办反赌俱乐部，以揭秘千术劝人迷途知返，不再赌博。由于其所为有益于社会，陆续获得社会一定群众的支持，如公安部门、政府机构等。他高调反赌，受邀参加辽宁卫视，中央卫视，山东卫视，湖南卫视等全国各大电视台节目录制，现场揭秘赌博骗局，令千万赌徒幡然悔悟。
在其反赌工作中也曾收到过一些威胁电话，又有网友质疑其是否作秀。马洪刚则指由得他们怎么说，不做理会。同时也有一定网民对其表示支持。
马洪刚指出，千术有很多种，没有人能够完全将所有千术都识别，因此劝喻人们远离赌博，因对方或其朋友可能就是一千术高手。

## 媒体关注
- 2010年4月9日，凤凰卫视鲁豫有约节目组对其进行了访问。
- 2011年1月参加北京卫视《BTV秀场》的《南北千王对决反赌》节目，与“亚洲赌王”尧建云、“南方赌王”欧阳志福、“骰子女神”上官玉揭秘赌术。[1]
- 2011年2月20日，中央电视台面对面节目组对其进行了访问。